# Кирил Мерецков
Кирил Афанасјевич Мерецков (рус. Кирилл Афанасьевич Мерецков), (Назарјево, 7. јун 1897 — Москва, 30. децембар 1968) је био совјетски командант током Другог светског рата.

## Биографија
Мерецков је био члан Комунистичке партије од 1917. године, и напредовао је до позиције начелника штаба Совјетске Црвене гарде, која је учествовала у сузбијању анти-Совјетских снага током Руског грађанског рата. 
Постављен је на место команданта Лењинградског војног округа 1939. године, и био је командант Совјетских снага у Зимском рату. Након неуспеха у почетним борбама против Финаца, у којима је Црвена армија претрпела велике губитке, највише због лоше организације и слабе припремљености за рат, смењен је са те позиције. Након смене, постављен је на место команданта 7. армије, и у фебруару је учествовао у новој офанзиви на Финску. Овај пут је Црвена армија однела победу, а Мерецкову је додељен орден Хероја Совјетског Савеза. Због победа у Финској је постављен на место начелника генералштаба и заменика комесара задуженог за одбрану.
После напада Немачке на Совјетски Савез, послат је у Совјетску високу команду да организује одбрамбену стратегију. У јуну је ухапшен и лажно оптужен од стране Лаврентија Берије да је издајник. У септембру је пуштен из притвора на захтев Јосифа Стаљина. Стаљин му је наредио да организује одбрану Лењинграда, након опсаде коју су извршили Немци. На том фронту је командовао 4. армијом. Успешно је организовао пробијање блокаде, а после је организовао, у сарадњи са генералом Леонидом Говоровим, офанзиву која је успешно завршена. Због успеха у Лењинградској операцији је унапређен у чин маршала у октобру 1944. године. 
Мерецков је 1945. пребачен на Далеки исток да учествује у борбама против Јапана, током последњих месеци рата. Након рата постаљен је на место замјеника министра одбране и генералног инспектора министарства одбране. Умро је 1968. као један од најодликованијих Совјетских официра и сахрањен је у Кремаљској некрополи.